# بیمارستان خلیلی
بیمارستان خلیلی واقع در استان فارس، شهر شیراز بیمارستانی دانشگاهی و درمانی وابسته به دانشگاه علوم پزشکی شیراز با ۸۶ تخت فعال است که در سال ۱۳۴۵ خورشیدی تأسیس شد.
مدیریت این بیمارستان را در حال حاضر کاظم شعبانی بر عهده دارد.
هم‌اکنون این بیمارستان دارای بخش‌های اورژانس، پیوند چشم، قرنیه، پیوند گوش، کاشت حلزون شنوایی، چشم، جراحی ترمیمی، ENT، اتاق عمل و دیگر واحدهای پاراکلینیکی و درمانگاهی است.

## تاریخچه
مرکز بیمارستانی و آموزشی خلیلی در سال ۱۳۴۵ ه‍.خ توسط محمدخلیل خلیلی شیرازی با زیر بنای حدود ۲۵۰۰متر مربع و با تمام وسایل علمی و فنی با ۲۵ تخت بستری بنا شدو به‌صورت وقف در اختیار دانشگاه علوم پزشکی شیراز قرار گرفت.
این مرکز از آن تاریخ با ظرفیت ۲۵ تخت بستری کار علمی خود را آغاز کرد. به‌تدریج طی سال‌های گذشته اقداماتی در خصوص ترمیم و توسعه آن صورت گرفته است و در حال حاضر با ۸۶ تخت بستری و زیر بنای حدود ۸۵۳۴ متر مربع به عنوان مرکز منحصربه‌فرد تخصصی و فوق تخصصی چشم و گوش، حلق و بینی در جنوب کشور فعالیت دارد.